# Scindapsus pstry
Scindapsus pstry (Scindapsus pictus Hassk.) – gatunek wieloletnich, wiecznie zielonych pnączy z rodziny obrazkowatych, pochodzących z obszaru od południowo-wschodniego Bangladeszu do zachodniej i południowej Azji Południowo-Wschodniej.

## Zastosowania
Scindapsus pstry jest szeroko rozpowszechnioną w uprawie rośliną pokojową. Roślina ta jest pnączem o atrakcyjnych, skórzastych, owalnych do sercowatych liściach koloru szmaragdowo- lub błękitnozielonego z białawymi plamkami. Największą popularnością cieszy się jego kultywar 'Argyraeus'.

## Uprawa
WymaganiaJest to roślina trudna w uprawie, dużo bardziej wymagająca od epipremnum złotego. Wymaga stanowiska ciepłego o wysokiej wilgotności powietrza. Powinna być uprawiana w oknie kwiatowym, szklarence lub terrarium.
PielęgnacjaNie toleruje bezpośredniego nasłonecznienia. Wymagane jest utrzymywanie raczej stałej temperatury (21–27 °C), dopuszczalne jest obniżenie jej jedynie zimą do minimum 13 °C).
RozmnażanieWiosną z wierzchołkowych sadzonek pędowych lub odcinków łodygi z jednym pąkiem. Sadzonki łatwo ukorzeniają się w wodzie lub bezpośrednio w podłożu.